# Сынзас
Сынзас — река в России, протекает по Таштагольскому району Кемеровской области. Устье реки находится в 35 км по правому берегу реки Кабырза. Длина реки составляет 24 км. В 14 км от устья, по правому берегу реки впадает река Анзак. В 8 км от устья, по левому берегу реки впадает река Рамзас.

## Данные водного реестра
По данным государственного водного реестра России относится к Верхнеобскому бассейновому округу, водохозяйственный участок реки — Томь от истока до города Новокузнецк, без реки Кондома, речной подбассейн реки — Томь. Речной бассейн реки — (Верхняя) Обь до впадения Иртыша.